# 里耶卡
里耶卡（發音：[rijěːka] ⓘ），意大利语称阜姆，位于亚得里亚海克瓦内尔湾畔，是克罗地亚第三大城市（仅次于萨格勒布和斯普利特）和主要的海港城市，位于濱海-山區縣，面积44平方公里，人口108,622人（2021年）。市内居住的除了克罗地亚人，还有少量塞尔维亚人、波斯尼亚人和意大利人。
里耶卡是滨海-山区县的主要城市和县治。该市的经济在很大程度上依赖于造船业（包括五月三日造船厂和维克托·雷纳茨造船厂）和海运业。里耶卡拥有一所克罗地亚国家剧院，始建于1765年。教育领域有里耶卡大学，成立于1973年，但其历史可以追溯到1632年，即当地的耶稣会神学院。
除了主流的克罗地亚语和意大利语外，在语言上，这座城市也说威尼斯语的一种独特方言阜姆方言，估计有20000人左右的土著意大利人、克罗地亚人或者其他少数族裔会说这种方言。历史上，阜姆方言是居住在多民族港口城市的诸多民族的通用语。在大城市的某些郊区，当地居民仍然说克罗地亚语的查方言。
2016年，里耶卡与爱尔兰的戈尔韦一起被选为2020年欧洲文化之都。

## 名称
里耶卡历史上曾经被称为Tharsatica, Vitopolis，意思是“圣维特之城”。该城通用的两个名字，和在各自的语言里都是“河流”的意思，可以比较俄语和拉丁语。

## 地理
里耶卡位于克罗地亚西部，距首都萨格勒布西南131公里，位于亚得里亚海北部的克瓦内尔湾沿岸。从地理位置上看，里耶卡与米兰（485公里）、布达佩斯（502公里），慕尼黑（516公里）和维也纳（516公里）以及贝尔格莱德（550公里）大致等距。其他主要的地区中心，如的里雅斯特（76公里）、威尼斯（240公里）和卢布尔雅那（115公里）都相对较近，交通便利。

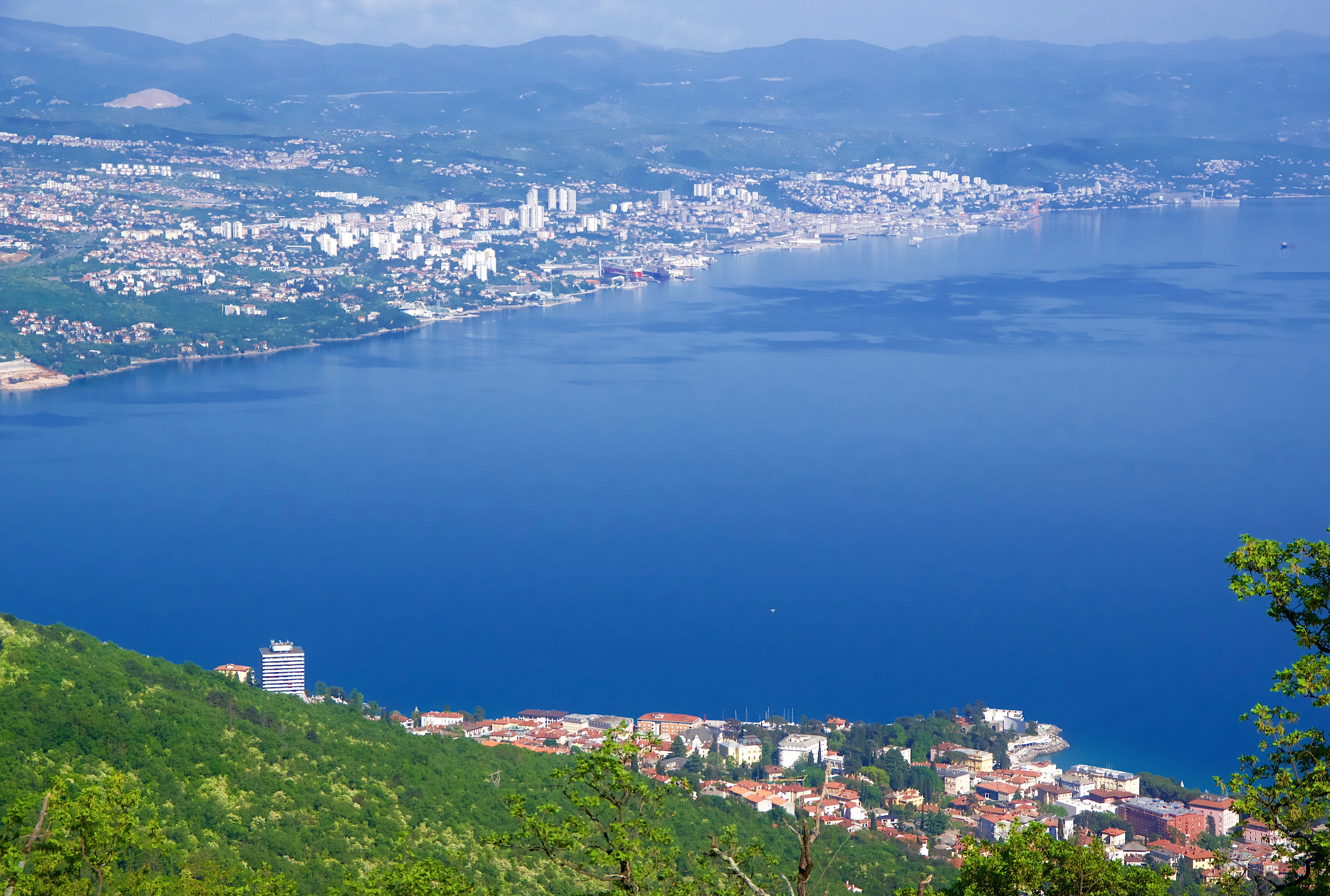
里耶卡湾远景

里耶卡湾与克瓦内尔湾相连，深度约50米，可容纳大型商船。里耶卡市位于列契纳河河口，位于克罗地亚海岸的维诺多尔小区。里耶卡三面环山。在西面，1396米的乌契卡山脉非常突出。北部和东北部有斯内齐尼克山和1528米的里斯尼亚克地块以及国家公园。在东部和东南部有1533米（5030英尺）的大卡佩拉山脉。这种类型的地形阻碍里耶卡进一步向内陆（北部）发展，该市主要位于沿海的一条狭长地带。里耶卡有两条重要的内陆运输路线。第一条路线向东北延伸至潘诺尼亚盆地。这条路线利用了里耶卡的位置，靠近迪纳拉山脉最窄（约50公里）、也最容易穿越的地方，使其成为匈牙利平原通往大海的最佳路线。它也使里耶卡成为潘诺尼亚盆地（尤其是匈牙利）的天然港口。另一条路线向西北延伸，穿过连接里耶卡和斯洛文尼亚的波斯托伊纳地峡，再穿过卢布尔雅那地峡连接奥地利及其他地区。第三条海岸线是东西走向的，连接里耶卡（以及南部的亚得里亚海沿岸城市）与的里雅斯特和意大利北部。

## 气候

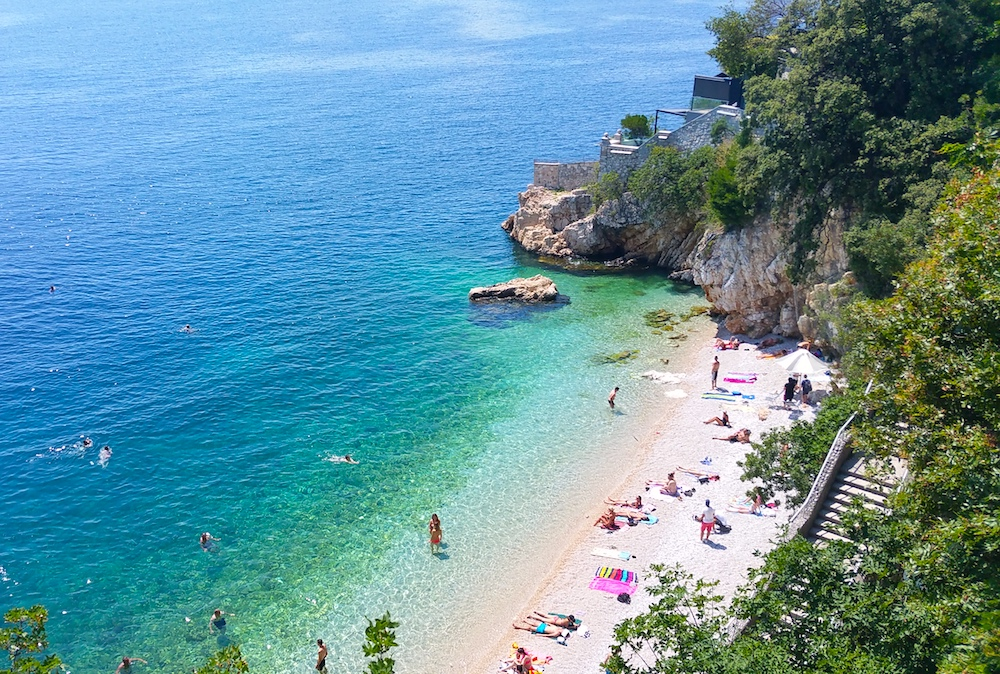
萨布里切沃海滩

里耶卡属于湿润的亚热带气候（柯本气候分类的Cfa），夏季温暖，冬季相对温和多雨。在距离亚得里亚海海岸仅几公里的内陆地区，山脉陡峭上升，在一个小的地理区域内形成了一些鲜明的气候和景观对比。整个夏天，沿着城市东部（Pećine，Kostrena）和西部（Kantrida，Preluk）的沿海地区，可以在典型的地中海环境中欣赏海滩。与此同时，普拉塔克滑雪场距离城市仅约10公里，在冬季（有时直到5月初）提供高山滑雪。从滑雪场可以看到克瓦内尔湾及其岛屿。与典型的地中海地区不同，里耶卡通常不会出现干旱的夏季。雪是罕见的（通常每年仅三天，几乎总是成片出现）。一年中有20天的最高温度为30°C或更高，而一年中只有一天的温度低于0°C。雾每年大约只有四天出现，主要出现在冬季。气候的特点也是降雨频繁。寒冷的风在冬季很常见。

## 历史

### 古代
尽管在该地区可以发现新石器时代定居点的痕迹，但在最早的现代定居点是山上的凯尔特遗迹Tharsatica（现在的Trsat，属于里耶卡的一部分）和下面天然港口的水手部落利布尔尼人。所以这座城市长期以来保持着其双重特征。公元1世纪，老普林尼在其《自然史》（iii.140）中首次提到里耶卡（Tarsatica）。公元150年左右，希腊地理学家和天文学家托勒密在其《地理学指南》中描述“伊利里亚或利布尔尼亚和达尔马提亚的位置”（第五幅欧洲地图）时再次提到里耶卡（Tarsatia）。奥古斯都时代，罗马人重建了Tarsatica，将其重建为Flumen（自治城镇），位于里耶契纳河（其名称的意思是“大河”）的右岸。直到6世纪，它才成为罗马达尔马提亚行省的一个城市。在这一时期，这座城市是利布尔尼亚边界（抵御野蛮人袭击的城墙和防御工事系统）的一部分。如今，这些城墙的遗迹在一些地方仍然可见。

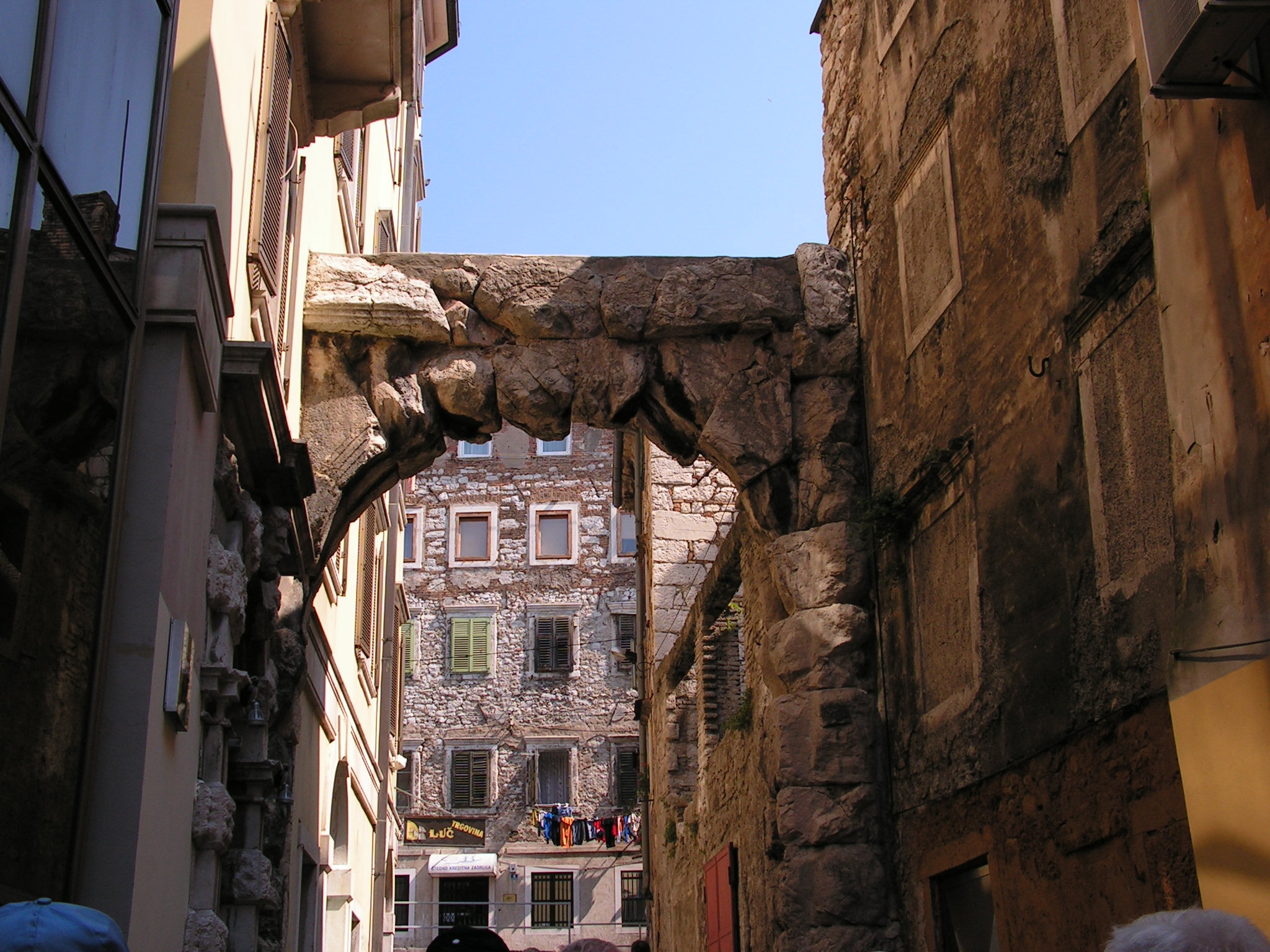
里耶卡城内的罗马拱门，位于老城的入口

4世纪后，里耶卡被重新献给该市的守护神圣维特，称为Terra Fluminis santi sancti Viti（拉丁语）或Sankt Veit am Pfluum（德语）。从5世纪开始，该镇先后被东哥特人、拜占庭人、伦巴第人和阿瓦尔人统治。452年，作为阿奎莱亚战役的一部分，这座城市被匈人阿提拉的军队烧毁。克罗地亚人从7世纪开始定居这座城市，给它起了克罗地亚名字，Rika svetoga Vida（意为“圣维特之河”）。当时，里耶卡是一个被城墙包围的封建据点。在市中心，它的制高点，是一座堡垒。

### 中世纪
799年，里耶卡遭到查理曼的法兰克军队的袭击。他们对特拉萨特的围攻起初被击退，期间指挥官弗留利公爵埃里克被杀。但之后法兰克军队最终占领并摧毁了城堡，而在加洛林帝国统治下建立了克罗地亚公国。从大约925年起，里耶卡成为克罗地亚王国的一部分，从1102年起与匈牙利结成个人联盟。特拉萨特城堡和里耶卡市镇在弗兰科潘家族的统治下重建。1288年，里耶卡市民签署了《维诺多法典》，这是欧洲最古老的法典之一。
在大约1300年至1466年期间，里耶卡由许多贵族家族统治，其中最著名的是德国的瓦尔塞家族。1466年，里耶卡被兰伯特二世·瓦尔塞卖给了哈布斯堡皇帝、奥地利大公腓特烈三世，当时这座城市甚至可以与威尼斯相媲美。它将在奥地利哈布斯堡统治下持续450多年（1809年至1813年间法国的短暂统治除外），直到1918年第一次世界大战结束，当时它被克罗地亚人占领，随后被意大利非正规军占领。

### 哈布斯堡王朝的统治

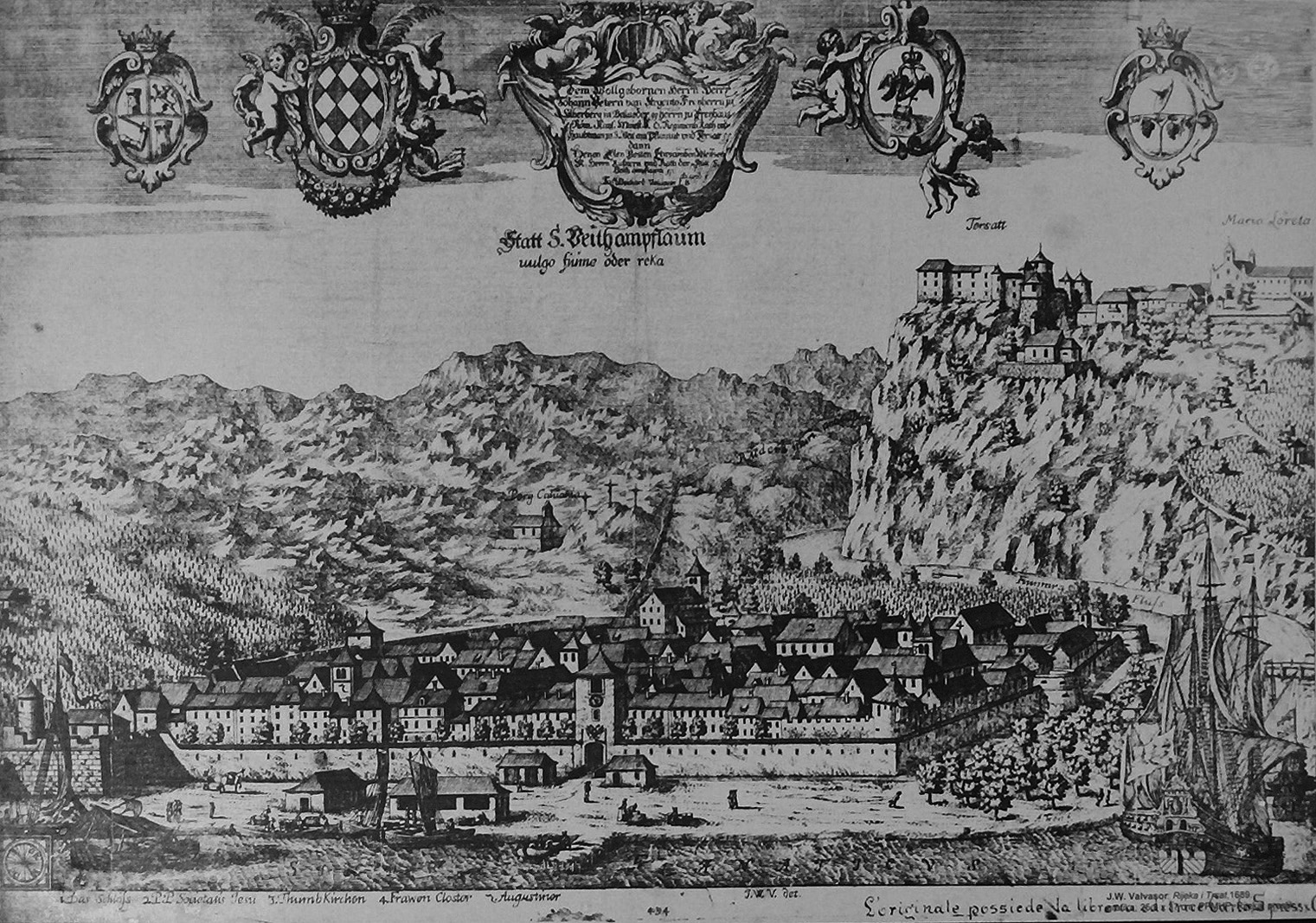
里耶卡，1690年

奥地利大公國在亚得里亚海的存在被威尼斯共和国视为一种威胁，在康布雷同盟战争期间，威尼斯人于1508年和1509年袭击并摧毁了这座城市，造成了巨大的损失。然而，这座城市从战争中恢复，并继续处于奥地利的统治之下。由于其对威尼斯人的激烈抵抗，它将于1515年获得“最忠诚的城市”（“fidelissimum oppidium”）的称号以及奥地利皇帝马克西米利安一世的商业特权。虽然奥斯曼帝国军队同样多次进攻该市，但从未占领过。从16世纪开始，里耶卡现在的文艺复兴风格和巴洛克风格开始形成。1719年，查理六世皇帝宣布里耶卡港为自由港（与的里雅斯特港一起），并于1725年扩建了通往维也纳的贸易路线。
1750年11月28日，里耶卡发生大地震。破坏如此之大，以至于这座城市不得不几乎完全重建。1753年，奥地利女大公玛丽亚·特蕾莎批准了将里耶卡重建为“新城”（“Civitas nova”）的资金。重建后的里耶卡大不相同——它从一个中世纪的城墙小镇变成了一个以港口为中心的更大的商业和海洋城市。
1779年，根据玛丽亚·特蕾莎的命令，这座城市被匈牙利王国吞并，并由一位任命的总督直接从布达佩斯以分离体的形式管理，作为匈牙利唯一的国际港口。1804年起，里耶卡成为奥地利帝国（1867年妥协后的克罗地亚-斯拉沃尼亚王国）的一部分，位于克罗地亚-斯拉沃尼亚省。
在拿破仑战争期间，里耶卡被法兰西帝国短暂占领，并被纳入伊利里亚省。在法国统治期间，1809年至1813年间，至关重要的路易斯安那之路建成（以拿破仑的妻子玛丽·路易丝命名）。这条路是里耶卡通往内陆（卡洛瓦茨）的最短路线，给里耶卡港口的发展带来了强劲的推动力。1813年，里耶卡首次遭到英国皇家海军的轰炸，后来在爱尔兰将军拉瓦尔·纽金特·冯·韦斯特米斯的指挥下被奥地利人重新占领，法国人的统治结束了。英国的轰炸有一个有趣的附带故事。这座城市显然是被一位名叫卡罗琳娜·贝利尼奇（Karolina Belinić）的年轻女士从毁灭中拯救出来的，她在轰炸的混乱和破坏中找到了英国舰队指挥官，并说服他没有必要对这座城市进行进一步的轰炸（因为法国小规模驻军很快被击败并离开了这座城市）。卡罗琳娜的传说即使在今天也被人们热烈地铭记。她成为了民间英雄卡罗琳娜·里耶卡，在戏剧、电影甚至摇滚歌剧中都受到了赞扬。
19世纪初，该市最著名的经济和文化领袖是安德里亚·留德维特·阿达米奇。阜姆还有一个重要的海军基地，在19世纪中期，它成为奥匈帝国海军学院（K.u.K.Marine Akademie）的所在地，奥匈海军在这里训练军官。

### 匈牙利王权
1848年匈牙利革命期间，当匈牙利试图从奥地利独立时，里耶卡被地方领主约西普·耶拉契奇指挥的克罗地亚军队（忠于奥地利）占领。这座城市随后被克罗地亚直接吞并，但它保持了一定程度的自治。
（1872年至1896年任市长）被证明是一位权威的地方政治领袖。在他的领导下，这座城市开始了一个令人印象深刻的扩张阶段，特别是港口发展，国际贸易的普遍扩张以及这座城市与奥匈铁路网的连接（1873年）推动了这一阶段的发展。现代工商业企业，如匈牙利皇家海上航行公司“Adria”，和它的竞争对手Ungaro Croata航运公司（成立于1891年），以及位于雷契纳峡谷的Smith and Meynier造纸厂（经营着东南欧第一台蒸汽机），生产销往世界各地的卷烟纸。
19世纪下半叶和20世纪初（直到第一次世界大战）是里耶卡繁荣、经济快速增长和技术活力的时期。许多作家和目击者将这一时期的里耶卡描述为一个富裕、宽容、富裕的城镇，提供了良好的生活水平，有无限的机会发财。宗座代表塞尔索·科斯坦蒂尼在他的日记中提到了“该镇的宗教无差别和冷漠”。该市的进一步工业发展包括欧洲第一个工业规模的炼油厂（1882年）和世界上第一个鱼雷工厂（1866年），当时“Stabilimento Tecnico Fiumano”（一家为奥匈帝国海军提供发动机的奥地利工程公司）的经理罗伯特·怀特黑德设计并成功测试了世界上第一枚鱼雷。除了1874年开工的怀特黑德鱼雷工厂、炼油厂和造纸厂外，这些年还建立了许多其他工商企业。其中包括一家淀粉加工厂（世界上最大的工厂之一）、一家木材家具公司、一家小麦磨机、甘茨-达努比乌斯造船厂、一家可可和巧克力工厂、一家砖厂、一家烟草厂（帝国内规模最大）、一个干邑酒厂、一家意大利面工厂、五家铸造厂和其他许多厂家。20世纪初，克罗地亚一半以上的产能（主要是农业产能）位于里耶卡。
里耶卡的奥匈帝国海洋学院成为高速摄影的先驱中心。1886年，在该学院工作的奥地利物理学家彼得·萨尔赫（Peter Salcher）拍摄了第一张子弹以超音速飞行的照片，他设计了一种新技术，后来被恩斯特·马赫用于研究超音速运动。
里耶卡的港口在匈牙利慷慨注资的推动下得到了巨大的发展，成为匈牙利和奥匈帝国东部的主要海上出口。到1913-14年，阜姆港成为欧洲第十繁忙的港口。人口从1880年的2.1万迅速增长到1910年的5万。此时建造的主要市政建筑包括由匈牙利建筑师奥劳约什·豪斯曼（Alajos Hauszmann）设计的总督府。里耶卡和的里雅斯特之间的竞争仍在继续，后者是奥地利的主要海上出口，反映了双重君主制两个组成部分之间的竞争。奥匈帝国海军试图通过从这两个城市的造船厂订购新军舰来保持平衡。
在此期间，意大利人在该市占多数。事实上，根据1880年的人口普查，里耶卡有9076名意大利人、7991名克罗地亚人、895名德国人和383名匈牙利人。一些历史学家声称，在19世纪初，这座城市的斯拉夫人占多数，因为1851年的人口普查报告称克罗地亚人占多数。然而，意大利历史学家大多认为这次人口普查数据不是很可靠。1910年奥匈帝国最后一次人口普查时，分离体有49806人，其中意大利人23283人（46.9%），克罗地亚人15731人（31.7%），斯洛文尼亚人3937人（7.9%），匈牙利人3619人（7.3%）。
宗教方面，1910年的人口普查显示，在49806名居民中，有45130名天主教徒、1696名犹太教、1123名加尔文教徒、995名东正教和311名路德教徒。犹太人口迅速扩张，特别是在19世纪70年代至80年代，并于1907年建造了一座大型犹太教堂（1944年德国占领期间，该教堂被摧毁，同时该市大多数犹太居民被杀害）。第一次世界大战前夕，里耶卡有165家城市客栈、10家带餐馆的酒店、17家咖啡馆、17家珠宝店、37家理发店和265家裁缝店。

### 第一次世界大战中的里耶卡

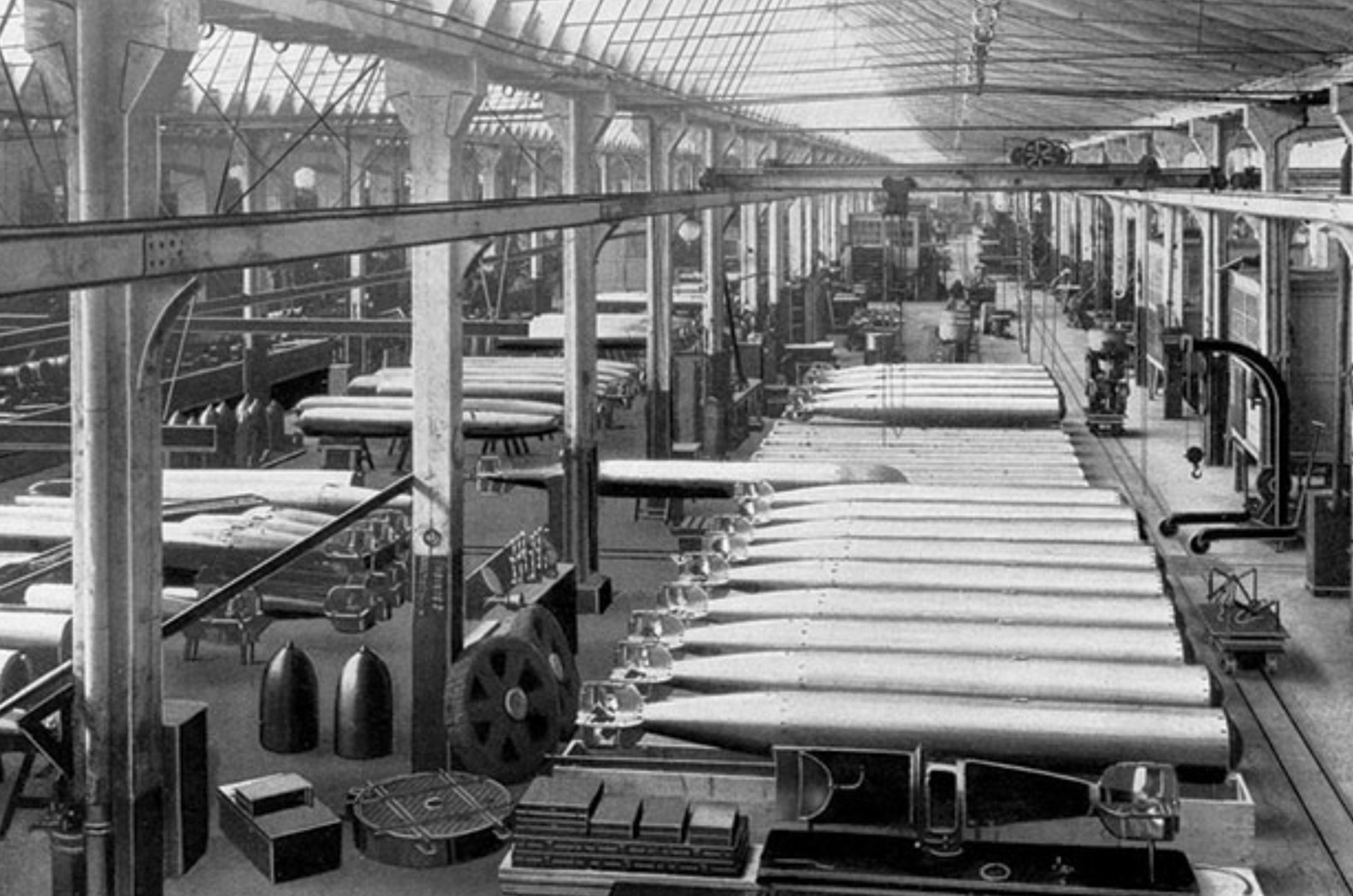
里耶卡的鱼雷工厂，1914年

第一次世界大战的爆发结束了里耶卡和平、稳定和经济快速增长的黄金时代。这座城市将永远无法恢复到往日的繁荣水平。然而，开战之初看起来很正常（这座城市远离前线），但随着战局的深入，越来越多的男性人口开始被陆军和海军动员起来。里耶卡市内与战争有关的工业继续全速运转，为奥匈的战争做出了重大贡献，尤其是海军领域。甘茨·达努比乌斯造船厂生产了许多军舰和潜艇，如U-27级潜艇、诺瓦拉级巡洋舰、大型战列舰SMS Szent István等。从20世纪初到1918年，该市的造船厂总共为海军生产了1艘战列舰、2艘巡洋舰、20艘驱逐舰、32艘鱼雷艇和15艘潜艇。里耶卡也是鱼雷生产的主要中心。
然而随着战争成为一场旷日持久的冲突，尤其是1915年5月意大利对奥匈帝国宣战，战局发生了很大变化。奥匈对意大利的前线距离城市仅90公里，并在广大意大利人口中引起了普遍的焦虑。数百名意大利人被当局视为不忠（非战斗人员），被驱逐到匈牙利的难民营，许多人死于营养不良和疾病。1915年，鱼雷工厂遭到意大利飞艇“Citta `di Novara”的袭击（后来被奥地利水上飞机击落）。大部分鱼雷生产都转移到了奥地利的圣珀尔滕，以远离前线。1916年，这座城市再次遭到意大利飞机的袭击，并遭受了轻微破坏。海军学院停止了活动，改为战争医院。1918年2月10日，意大利海军突袭附近的巴卡尔湾，造成的物质损失不大，但取得了显著的宣传效果。
随着战争的持续，这座城市的经济和人民的生活水平迅速恶化。由于海上封锁，港口交通崩溃，吞吐量从1913年的2892.538吨下降到1918年的330.313吨。许多工厂由于缺乏人力和原材料而减产或直接倒闭。粮食和其他基本必需品普遍短缺。随着盗窃、暴力和战争牟利事件的增加，公共安全也成了一个问题。1918年10月23日，危机升级，驻扎在里耶卡的克罗地亚军队（第79团）突然叛变，暂时控制了这座城市。在日益严重的混乱中，奥匈帝国在几周后，即1918年11月12日解体，这座城市开始了长期的不稳定时代。

### 阜姆独立和并入意大利
1918年10月，在第一次世界大战的最后几周，奥匈帝国的解体，导致克罗地亚人、塞尔维亚人和意大利人在该市建立了对立的政府。意大利王国和塞尔维亚人、克罗地亚人和斯洛文尼亚人新王国（后来的南斯拉夫王国）的缔造者都声称，他们对该市的主权是基于他们的“未收复”的民族人口。
塞尔维亚、克罗地亚和斯洛文尼亚王国短暂军事占领里耶卡后，贝尔格莱德单方面吞并了分离实体。1918年11月，一支由英国、意大利、法国和美国军队组成的国际部队进入该市。1919年巴黎和会期间，它的未来成为达成协议的主要障碍。美国总统威尔逊甚至提议让里耶卡成为一个自由城市和新成立的国际联盟的总部。
里耶卡在《伦敦条约》中没有被分配给意大利或克罗地亚（现在的南斯拉夫），该条约定义了该地区战后的边界。它仍然属于奥匈帝国，因为直到第一次世界大战结束，人们都认为奥匈帝国可能会以某种形式幸存下来，里耶卡将成为其唯一的海港（的里雅斯特则被意大利吞并）。然而，一旦帝国出现解体，这座城市的地位就出现了争议。意大利的主张基于这样一个事实，即意大利人是该市最大的单一民族（占总人口的46.9%）。克罗地亚人占了剩下的大部分，并且在周边地区占据大多数。安德里亚·奥索伊纳克是阜姆出席匈牙利议会的最后一位代表，他基本上支持了意大利的主张。尽管如此，多年来，该市一直有一个强大而积极的自治党派，寻求里耶卡作为一个多元文化的亚得里亚海城市在各国中享有特殊的独立地位。这场运动甚至在巴黎和平会议上有其代表——鲁杰罗·戈塔迪。

阜姆市民欢迎邓南遮的部队，1919年9月

1919年9月10日，《圣日耳曼条约》签署，宣布奥匈帝国解体。两天后，由诗人加布里埃尔·邓南遮领导的意大利民族主义非正规军占领了这座城市，导致有关这座城市未来的谈判中断。由于意大利政府希望尊重国际义务，不想直接吞并阜姆，邓南遮和他身边的知识分子最终建立了一个独立的国家，即義大利卡爾納羅攝政領，这是一次独特的社会实验，也是一次革命性的文化体验，各行各业的国际知识分子都参与了其中。
在这段独特进程中进行的诸多政治实验中，邓南遮和他的支持者首次尝试在所谓的“阜姆联盟”（Lega di Fiume）中建立一个不结盟国家运动，该组织与威尔逊倡导的国际联盟背道而驰，它认为后者是一种让腐败和帝国主义现状永久化的手段。该组织的主要目标是帮助所有受压迫民族争取政治尊严和承认，与各大洲的许多运动建立联系，但它未能找到必要的外部支持，最大遗产是卡尔纳罗摄政区对苏俄的承认，这是世界上第一个这样做的国家（地区）。

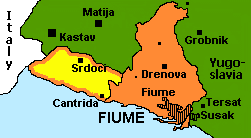
阜姆自由邦地图

1920年6月，自由党人乔瓦尼·乔利蒂再次成为意大利首相，这标志着官方对邓南遮政变的态度趋于强硬。11月12日，意大利和南斯拉夫缔结了《拉帕洛条约》，该条约设定阜姆成为一个独立的国家，即阜姆自由邦，由两个大国都能接受的政府领导。邓南遮的回应是典型的浮夸和令人怀疑的判断：他直接对意大利宣战，招致意大利皇家空军的轰炸，导致他在经过五天的抵抗（称为血腥圣诞节）后于年底选择投降。1920年12月的最后几天，意大利军队从邓南遮的民兵手中占领了这座城市。在四年的世界大战和两年的经济瘫痪之后，城市经济几近崩溃，人口耗尽。
在随后进行的民主选举中，阜姆的选民于1921年4月24日批准了建立一个自由的阜姆-里耶卡邦的想法，该邦的港口由阜姆-意大利-南斯拉夫财团所有，使自治主义政党的候选人取得压倒性胜利。阜姆自此成为国际联盟的正式成员，随后里耶卡的第一任总统里卡多·扎内拉的当选得到了世界上所有大国和其他国家的正式认可。尽管许多积极的事态发展导致了新邦结构的建立，但随后组建的邦制宪会议并没有结束城市内部的冲突。意大利民族主义者的短暂夺权以意大利皇家专员的干预而告终，之后短暂的和平因1922年3月当地法西斯政变而中断，意大利第三次干预以恢复先前的秩序。七个月后，意大利王国本身落入法西斯统治之下，阜姆的命运由此注定，意大利法西斯党是将阜姆并入意大利的最强烈支持者之一。因此，阜姆自由邦正式成为法西斯扩张主义的第一个受害者。
意大利和南斯拉夫签署的《罗马条约》（1924年1月27日）结束了外交上的激烈争论。两个邻国同意瓜分这个小国的领土。旧分离体的大部分领土成为意大利的一部分，而该市北部的一些克罗地亚/斯洛文尼亚语村庄被南斯拉夫吞并。事实上，吞并发生在1924年3月16日，这开启了大约20年的意大利的正当统治，这对克罗地亚少数族裔不利，他们成为歧视和有针对性的同化政策的受害者。
阜姆成为新成立的阜姆省的首府。在这一时期，阜姆失去了商业腹地，因此失去了部分经济潜力，而且成为了一个对意大利王国几乎没有战略价值的边境城镇。然而，由于它保留了自由港的地位及其在国家建设神话中的标志性形象，它从罗马政府那里获得了许多经济优惠和补贴。包括与意大利其他地区分开的税收待遇，以及意大利政府的持续投资流入（虽说不如以前的匈牙利政府慷慨）。阜姆终于恢复了良好的经济繁荣水平，比周围的南斯拉夫土地富裕得多，但与前奥匈帝国时期相比，经济和人口增长放缓。

### 二战和德国占领期
在第二次世界大战开始时，里耶卡立即发现自己处于一个尴尬的境地。这座城市绝大多数是意大利人，但其周边地区和列契纳河对岸的苏沙克市（今天是里耶卡地区的一部分）几乎完全居住着克罗地亚人，也是潜在敌对势力南斯拉夫的一部分。1941年4月，轴心国入侵南斯拉夫后，该市周围的克罗地亚地区被意大利军占领，为持续到战争结束的激烈血腥叛乱埋下了伏笔。南斯拉夫游击队的行动包括对孤立阵地或补给纵队的突袭，破坏和杀害据信与意大利和（后来的）德国当局有关的平民。这反过来又遭到了意大利和德国军方的严厉报复。1942年7月14日，作为对游击队杀害四名意大利裔平民的报复，意大利军方杀害了郊区波德胡姆村的100名男子，将其余800人重新安置到集中营。
1943年9月意大利向盟军投降后，里耶卡及其周边领土被德国吞并，成为亚得里亚滨海战区的一部分。游击队活动继续并加强。1944年4月30日，在附近的利帕村（Lippa），德国军队杀害了263名平民，作为对游击队袭击中数名士兵被杀的报复。
德国和意大利占领者及其当地合作者将该市约500名犹太人中的约80%驱逐到奥斯威辛。里耶卡的犹太人在大屠杀中被谋杀的比例比意大利领土上任何其他城市都要高。
由于里耶卡拥有军工业（炼油厂、鱼雷工厂、造船厂）和港口设施，该市也是30多次英美空袭的目标，造成了大范围的破坏和数百名平民死亡。一些最猛烈的轰炸发生在1944年1月12日（作为石油战役的一部分，针对炼油厂的袭击），1944年11月3日至6日之间的袭击导致至少125人死亡，以及1945年2月15日至25日的袭击200人死亡，300人受伤。
里耶卡地区在二战爆发之前就已经戒备森严（阿尔卑斯之墙，意大利语：Vallo Alpino）。这是意大利和南斯拉夫之间的设防边界，当时它横跨城市地区及其周边地区。1945年4月，当南斯拉夫军队逼近这座城市时，该地区发生了最激烈、规模最大的战斗之一。27000名德国和意大利社会共和国部队在这些防御工事（被德国人重新命名为“英格里德防线”）后面顽强作战。在德国将军路德维希·屈布勒（Ludwig Kübler）的指挥下，他们给进攻的游击队造成了数千人的伤亡，他们的顽强抵抗迫使游击队向城市北部和东部的设防阵地发起进攻。南斯拉夫指挥官不顾伤亡来加快占领这座城市的速度，他们担心英国人可能会在该地区登陆，并阻止他们在战争结束前向的里雅斯特推进。在一场极其血腥的战斗和攻方的重大损失之后，德国人被迫撤退。在离开该市之前，德国军队用炸药摧毁了大部分港口地区和其他重要基础设施。德国人试图从城市西北部的包围圈中突围，但没有成功。在从该市撤退的大约27000名德国和其他部队中，11000人在投降后被杀或处决，其余16000人被俘虏。南斯拉夫军队于1945年5月3日进入里耶卡。这座城市在战争中遭受了巨大的破坏，经济基础设施几乎完全被毁，当时该市5400栋建筑中，2890栋要么完全被毁，要么受损。

### 二战后的里耶卡
通过武力和外交手段的结合，这座城市的命运再次得到了解决。尽管阜姆的流亡政府不断要求与游击队合作，并呼吁尊重这个城市国家的国际公认主权，南斯拉夫当局最初慷慨地承诺完全独立，后来又承诺城市国家拥有广泛的自治权（在战争期间的不同时刻，当地人被承诺拥有不同程度的自治权，尤其是成为南斯拉夫加盟共和国的可能性），这座城市最终还是被南斯拉夫吞并，成为克罗地亚联邦国家的一部分。在战争结束后的12个月里，民众中所有的异议声音都被压制了。1947年2月10日，意大利与盟国签订了1947年《巴黎和约》，最终使南斯拉夫军队在当地形成的局势正式化，尽管上届民选政府及其流亡总统里卡多·扎内拉（Riccardo Zanella）提出了抱怨，经验丰富的意大利外交部长卡洛·斯福尔扎（Carlo Sforza）也试图维护之前威尔逊式的多元文化自由国家解决方案计划，为新成立的联合国设立一个地方总部。一旦南斯拉夫主权改变正式化，特别是在1954年的里雅斯特危机之前的几年里，该市66000名居民中的58000人逐渐被迫移民（他们在意大利语中被称为esuli或来自伊斯特里亚、阜姆和达尔马提亚的流亡者），或留在当地忍受新南斯拉夫共产主义政权的严厉压迫。南斯拉夫共产党选择了一种明显的斯大林主义方法来解决当地的民族问题，特别是在1945年至1946年间，自治主义同情者在该市领土上举行的第一次地方选举中获得了大量支持之后。
在第二次世界大战的最后以及恢复和平的头几年，许多居民在南斯拉夫官员手中经历的歧视和迫害，对当地人和esuli来说仍然是痛苦的记忆，对里耶卡的政治环境来说，这在某种程度上是一个禁忌话题，里耶卡仍在很大程度上否认这些事件。即刻处决被指控的法西斯分子（通常是著名的反法西斯分子或公开的非政治分子），目的是打击当地的知识阶层、自治主义者、商业阶层、前意大利公务员，军事官员，通常还有普通平民（战争结束后至少有650名意大利人被处决）最终迫使大多数意大利人（不同族群）离开里耶卡/阜姆，以避免成为更严厉报复的受害者。正如南斯拉夫领导层的代表几十年后所证明的那样，这次迁移是一次精心策划的行动，旨在说服当地人口中难以同化的意大利人离开该国。
这一时期，当地人遭受政治和种族镇压的最引人注目的受害者是对阜姆自治主义者的清洗，重点打击仍生活在城市中的所有自治主义者，他们现在与里布尼亚自治运动有联系。自治主义者曾积极帮助南斯拉夫游击队将该地区从法西斯和纳粹占领下解放出来，即便他们得到了该市政治自治的各种承诺，但在南斯拉夫军队胜利进入该市之后几天里，他们最终都被南斯拉夫秘密警察OZNA暗杀了。
在随后的几年里，南斯拉夫当局重组了阜姆和苏萨克市，1954年后，现在统一的市镇中只有不到三分之一的原始人口（主要是以前阜姆的克罗地亚裔少数人和苏萨克的多数人）留在了这座城市，因为阜姆在这些年里失去了85%以上的原始人口。南斯拉夫在里耶卡建立更顺从人口的计划在1954年的里雅斯特危机期间达到顶峰，当时南斯拉夫共产党召集了许多当地成员，破坏或彻底摧毁该市最著名的意大利语/威尼斯语遗迹和所有双语铭文（1945年占领后，这些铭文在法律上被授予完全双语的地位），最终也“事实上”（但不是“法律上”）删除了双语主义，除了在少数选定的双语学校和意大利社区内。战争结束后，里耶卡的当地意大利人离开南斯拉夫前往意大利（伊斯特拉-达尔马提亚人流亡）。
这座城市随后被来自南斯拉夫各地的移民重新安置，严重改变了这座城市的人口结构和语言构成。这些年也恰逢战争破坏后的全面重建和新的工业化计划时期。在20世纪50年代至80年代的共产党执政期间，该市成为联邦共和国的主要港口，并利用意大利时期缺乏的新建腹地区域，在人口和经济上再次开始增长，以及战后对其传统制造业、海上经济和港口潜力的重建。另外加上其丰富的商业历史，使该市很快成为南斯拉夫第二富有的地区（人均GDP统计）。然而，许多以社会主义计划经济模式为基础的行业和企业在20世纪90年代初的市场经济转型后未能生存下来。

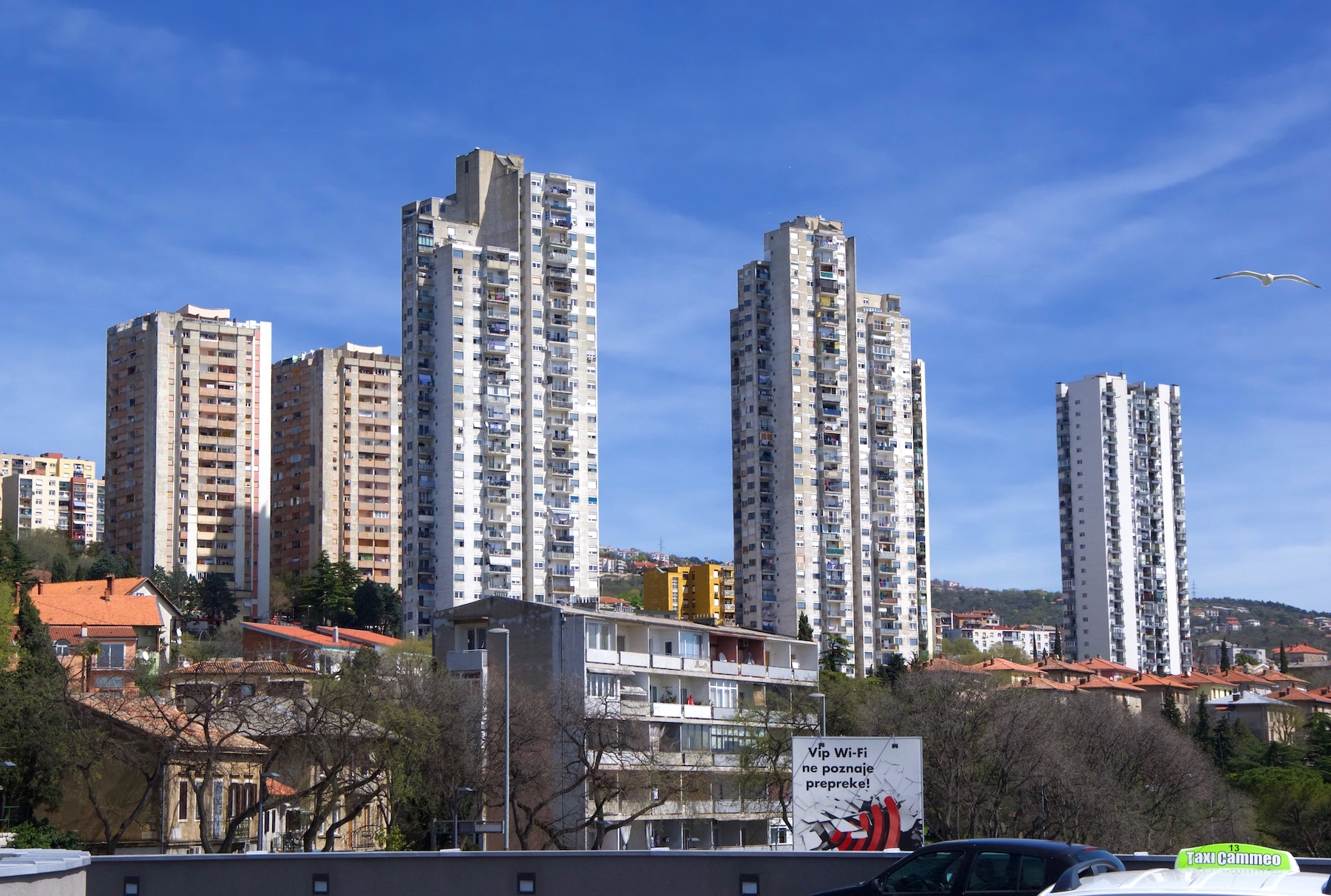
里耶卡兴建的现代化高楼

1991年南斯拉夫解体，前克罗地亚联邦共和国独立，在随后的克罗地亚独立战争中，里耶卡成为新独立的克罗地亚的一部分。之后，城市的经济停滞不前，人口数量急剧下降。其一些最大的行业和公司已经倒闭，其中最突出的是于戈利尼亚（Jugolinija）航运公司、鱼雷工厂、造纸厂以及许多其他中小型制造和商业公司。其他公司一直在努力保持经济上的可行性（比如该市的地标性建筑五月三日造船厂）。在制造业工作的人数从1990年的8万多人下降到2010年的5000人。私有化丑闻和标志着克罗地亚从社会主义向资本主义过渡的大规模腐败，以及几年的战时经济，几乎直接导致了20世纪90年代和21世纪初该市的经济崩溃。该市经济从制造业向以服务业和旅游业为基础的经济转型仍在困难摸索和进行中。
2018年，宣布在废除意大利语作为该市官方语言65年后，新的克罗地亚-意大利双语标志将重新放置在现代联合直辖市的阜姆部分。
2020年，里耶卡与戈尔韦一起被选为欧洲文化之都，计划中的项目包括600多场具有文化和社会影响力的活动。

## 人口
2011年，里耶卡市拥有128,624人，其中族群分布如下：
| 克罗地亚人 | 106,136 | (82.52%) |
| 塞尔维亚人 | 8,446   | (6.57%)  |
| 波斯尼亚人 | 2,650   | (2.06%)  |
| 意大利人   | 2,445   | (1.90%)  |

包括斯洛文尼亚人和匈牙利人在内的其他群体各占不到1%。
克罗地亚人口普查确认了里耶卡市内的两个新的定居点——该市本身有128384人口，“巴卡尔村”——斯维蒂库扎姆有240人口，与邻近的巴卡尔镇分开。2014年2月27日，里耶卡市议会通过了一项决定，将该定居点正式并入里耶卡定居点。

## 政治
里耶卡的立法权归属于里耶卡市议会（Gradsko vijeće），市议会一共拥有34名议员，包括1名议长。克罗地亚社会民主党是市议会第一大党，一共拥有11个席位，其次是克罗地亚民主共同体，8个席位。地区主义政党滨海-山区县联盟拥有4个席位。

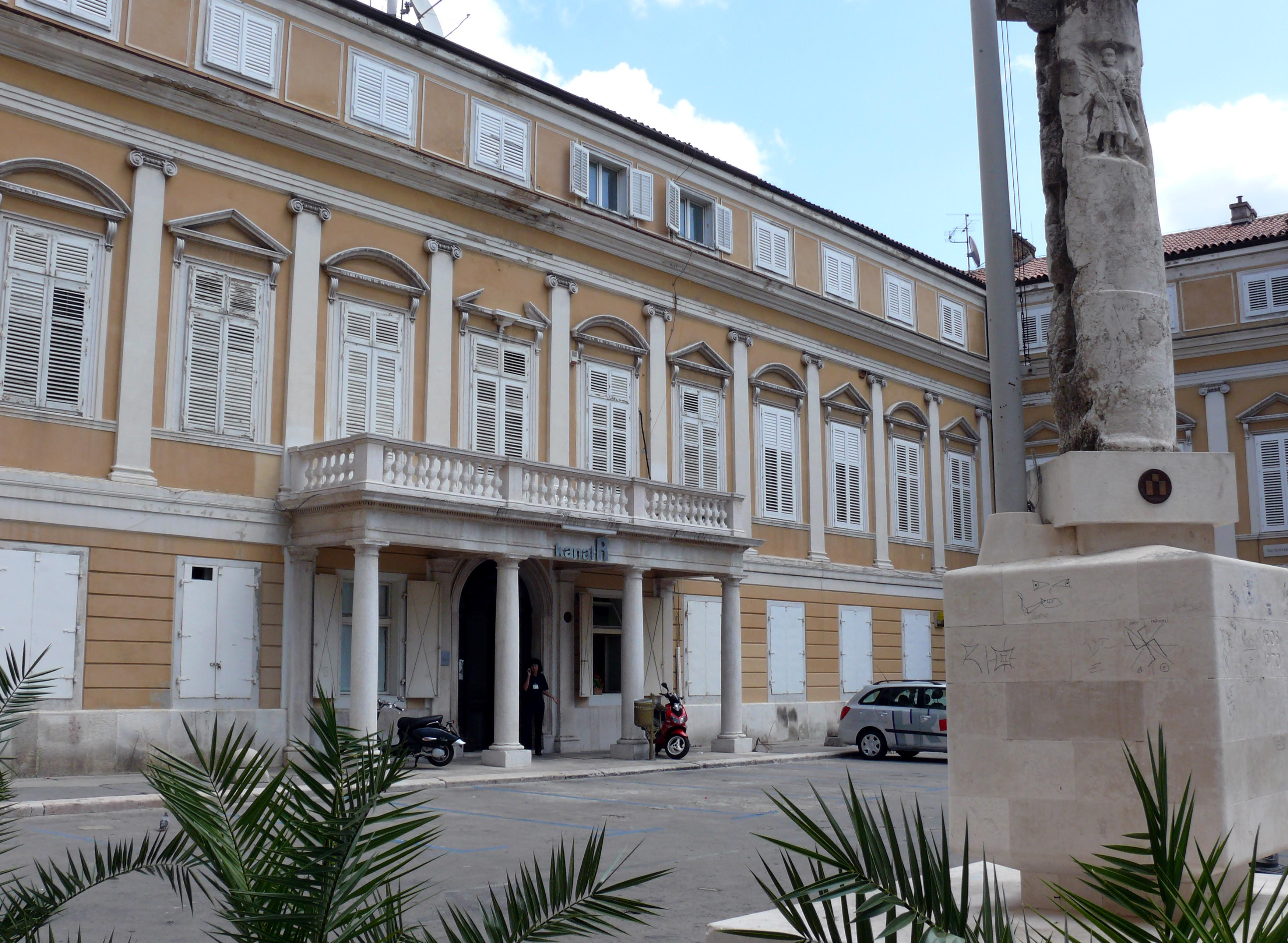
里耶卡市议会大楼

里耶卡的行政权归属于里耶卡市长（Gradonačelnik），现任市长为马尔科·菲利波维奇（Marko Filipović），隶属于社会民主党。

## 文化

### 节日
里耶卡狂欢节（克罗地亚语：Riječki karneval）每年在克罗地亚里耶卡大斋节前（1月下旬至3月初）举行。它从1982年开始举办，现已成为克罗地亚最大的狂欢节。每年狂欢节之前都有许多活动。首先，里耶卡市长将城市的象征性钥匙交给了Meštar Toni，他是狂欢节的“大师”，他在狂欢节期间成为了城市的市长，但只是象征性的。同一天，还有狂欢节女王的选举。由于里耶卡周围的所有城市在狂欢节期间都有自己的活动，女王和Meštar Toni会参与大部分活动。

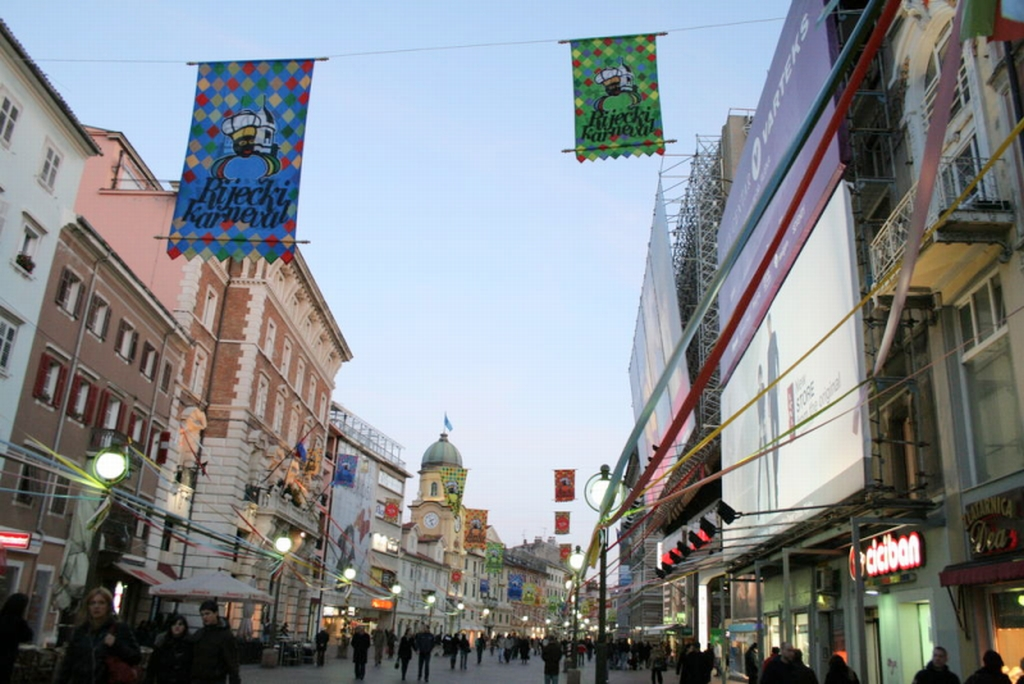
2008年的里耶卡狂欢节

此外，每年狂欢节慈善舞会会在里耶卡的总督府举行。出席会议的有政治家、体育界和媒体界人士，以及一些外国大使。

### 景点
- 鱼雷工厂。第一个欧洲自行鱼雷原型，由里耶卡退役海军工程师乔万尼·卢皮斯（英语：Giovanni Luppis）制造。这座工厂的遗迹仍然存在，包括一个保存完好的发射坡道，用于测试自行鱼雷，1866年，第一枚鱼雷在该坡道上进行了测试。
- 克罗地亚国家剧院。这座大剧院建筑于1885年10月正式开放，包括著名威尼斯雕塑家奥古斯特·本韦努蒂和天花板艺术家弗朗茨·马奇（英语：Franz von Matsch）的作品，他们与恩斯特·克里姆特（英语：Ernst Klimt）和古斯塔夫·克里姆特合作。
- 特尔塞圣母圣殿（vetište Majke Božje Trsatske）。中世纪晚期，它建在海拔135米的特拉塞山上，代表着旅行者的守护者，尤其是海员，他们会给她带来祭品，让圣母在他们遇到麻烦或生病的时候保护或者帮助他们。它是斯路伊的哥特式雕塑和巴洛克画家C·塔斯切的作品的所在地。
- 特尔塞城堡是一座13世纪的堡垒，从堡垒和城墙俯瞰列契纳河谷，俯瞰码头和克瓦尔纳湾，景色壮丽。
- 佩塔尔·克鲁日奇阶梯（又称特尔塞阶梯），连接里耶卡市中心和特尔塞。楼梯由561级石阶组成，是为朝圣者建造的，目的是到达特尔塞圣母圣殿。
- 罗马拱门。起初，人们认为这是一座由罗马皇帝克劳狄二世建造的罗马凯旋门，但后来发现它只是通往古代晚期军队司令部营帐（Praetorium）的门户。
- 里耶卡主教座堂，献给圣维特。
- 艺术装置“Masters（大师）”是捷克艺术家帕维尔·姆尔库斯的一个特定地点的艺术装置，被永久放置在里耶卡鱼市内阳台的高天花板拱顶下。该装置由一个视频片段组成，这是姆尔库斯在克瓦内尔水域捕鱼时在DIMI号拖网渔船上录制的视频的投影，并伴随着一段只有在鱼类市场画廊才能听到的海浪和渔船的声音。这是一个向那些在这里从未见过的人致敬的故事，因为没有他们，餐桌上就没有鱼。

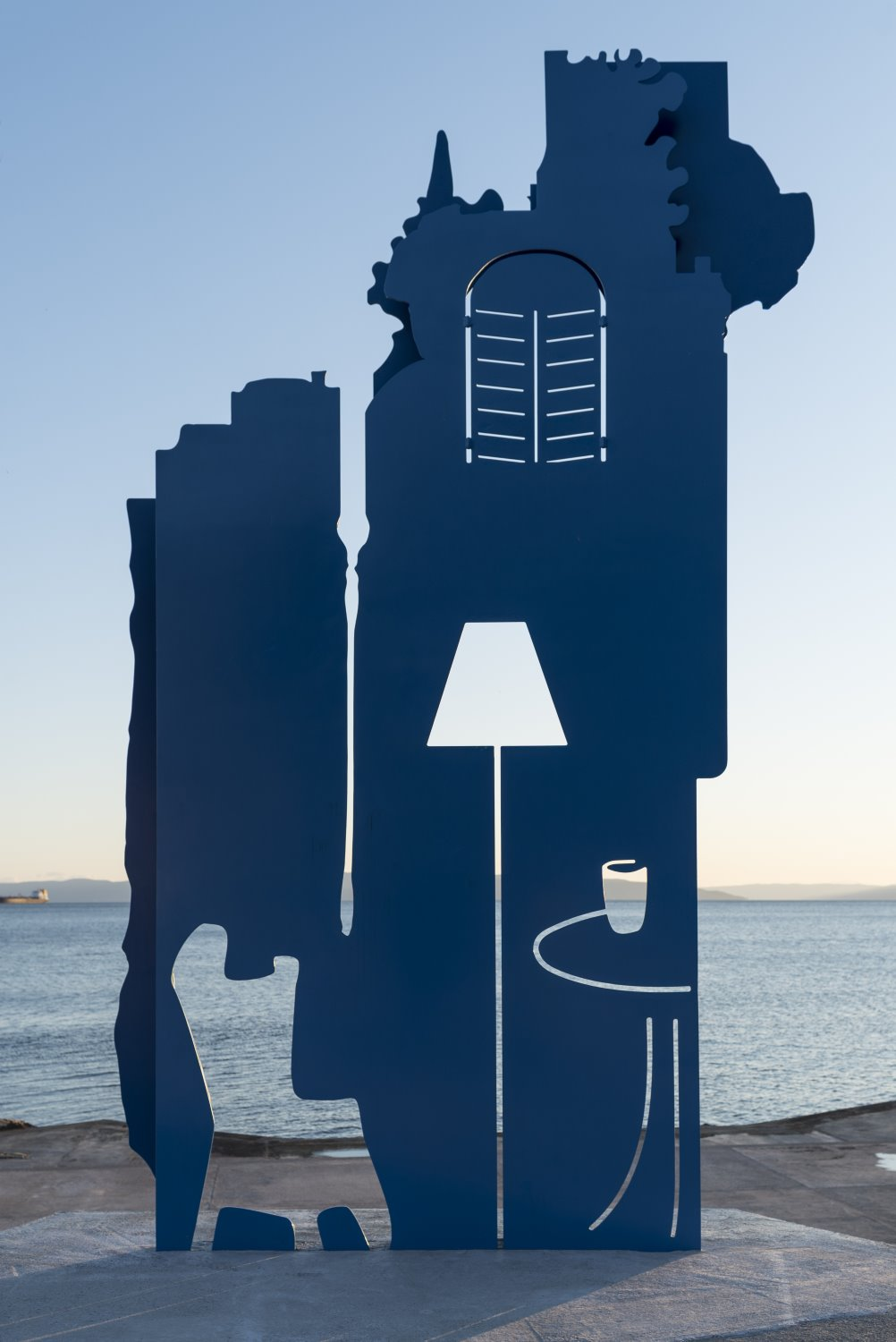
艺术装置“巴尔萨扎尔城沙滩”

- 艺术装置“Balthazartown Beach（巴尔萨扎尔城沙滩）”是一个特定地点的艺术装置，位于格尔切沃海滩，通常被称为Pajol或Šestica，位于维克多·雷纳茨造船厂附近的佩奇讷的尽头。在艺术家伊戈尔·埃什基尼亚的指导下，里耶卡大学应用艺术学院的学生设计了一个钢雕塑，改变了观察者对环境的体验，他们在混凝土平台上创作了15个铭文，鼓励每个人探索，因为只有在与水接触时才能看到。艺术过程的灵感来源于世界著名且屡获殊荣的动画系列《巴尔萨扎尔教授（英语：Professor Balthazar）》的主题，在该系列中，场景设计师将里耶卡作为创作巴尔萨扎尔镇的主要灵感来源。

## 交通
里耶卡港是克罗地亚最大的港口，2017年的货物吞吐量为1260万吨，主要是原油和精炼石油产品、普通货物和散装货物，以及260,337个20英尺标准集装箱（TEU）。该港口由里耶卡港管理局管理。里耶卡港口运输的第一个记录可以追溯到1281年。1719年，里耶卡港被授予自由港的特许权。里耶卡与周围的岛屿和城市之间有渡轮连接，但没有直接的国际客轮连接。有通往斯普利特和杜布罗夫尼克的海岸航线，每周运营两次，并提供国际连接。

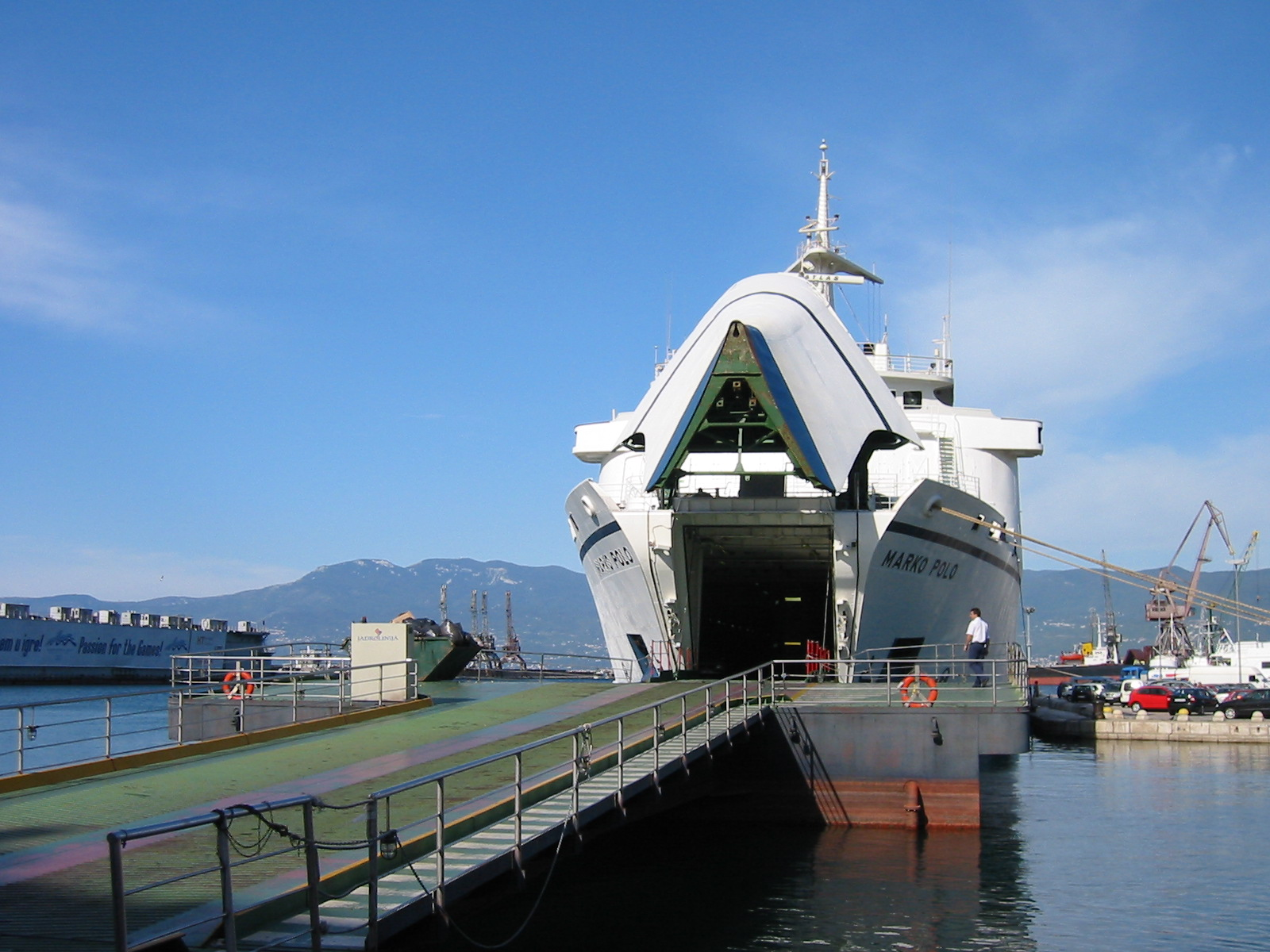
里耶卡港口停泊的渡轮

在旅游季节之外乘飞机很难直达这个城市。里耶卡机场是该市的国际机场，坐落在附近的克尔克岛上，与收费的克尔克大桥相望。巴士从里耶卡市中心和附近的奥帕提亚出发，行程时间约为45分钟，时间表基于航班的到达和离开时间。2019年，这个设施可接待200,841名乘客，与其说是一个重要的交通枢纽，不如说是一座包机机场，尽管各种定期航空公司已经开始提供服务，从德国机场起飞的航班数量相对较多。这些航班大多只在大约5月至10月的旅游季节运营。附近的其他机场包括普拉（距离里耶卡约90分钟车程）、的里雅斯特（约90分钟）、卢布尔雅那（约2小时）、萨格勒布（约2个小时）和威尼斯（约3个小时）。
里耶卡与克罗地亚其他地区和邻国有着高效的公路连接。A6高速公路通过A1连接里耶卡和萨格勒布，而2004年完工的A7高速公路通过伊利尔斯卡比斯特里察和意大利的里雅斯特将里耶卡与斯洛文尼亚首都卢布尔雅那连接起来。A7作为里耶卡绕行高速公路，从乌契卡隧道开始，连接里耶卡和伊斯特里亚，方便进入伊斯特里亚Y网络的A8高速公路。截至2011年8月，该支路正在向东延伸至克尔克大桥地区，新的支线道路也正在建设中。

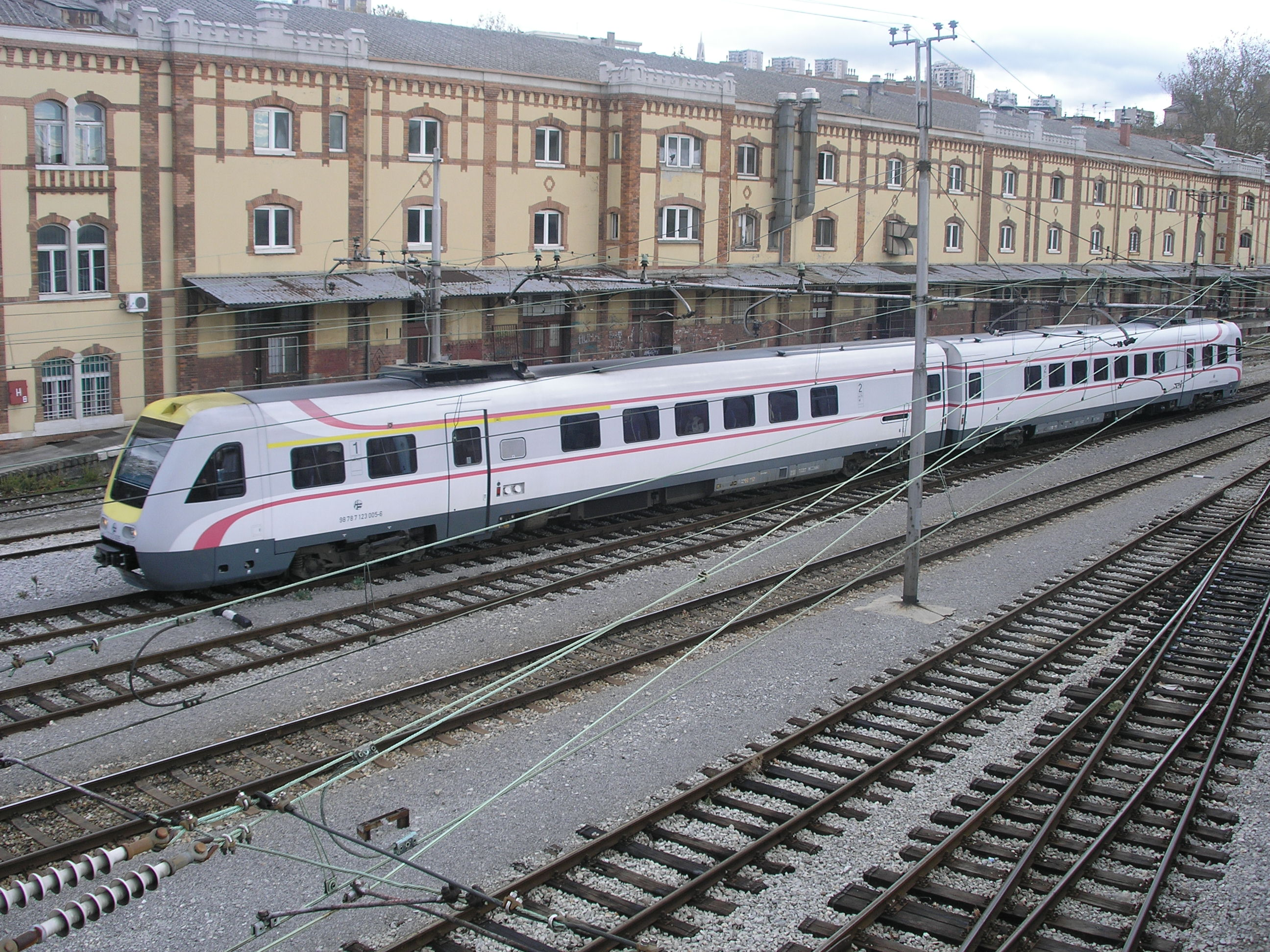
位于里耶卡市内的铁道线

里耶卡已融入克罗地亚铁路网和国际铁路线。作为泛欧走廊Vb的一部分，一条完全电气化的铁路将里耶卡连接到萨格勒布，并通往科普里夫尼察和匈牙利边境。里耶卡还通过一条从城市向北延伸的单独电气化线路连接到的里雅斯特和卢布尔雅那。里耶卡有直达布拉格、慕尼黑、萨尔茨堡、卢布尔雅那、布拉迪斯拉发和布尔诺的每日/夜间列车。计划在里耶卡和萨格勒布之间修建一条新的高性能铁路，延伸至布达佩斯，以及形成里耶卡与克尔克岛以及里耶卡至普拉之间的铁路连接。

## 体育
早在1873年，在罗伯特·怀特黑德的倡议下，在今天的克罗地亚共和国领土上，第一场（有争议的）足球比赛在里耶卡举行：对阵双方是匈牙利铁路队和英国工程师领导的Stabilimento Tecnico di Fiume（后来的阜姆鱼雷厂）队。
如今，HNK里耶卡是该市的主要足球队。他们参加克罗地亚甲级足球联赛，是2016-17赛季的冠军。直到2015年7月，HNK Rijeka一直驻扎在标志性的坎特里达体育场。由于坎特里达正在等待重建，他们的基地位于新建的鲁耶维察体育场，这是他们位于俱乐部新训练营的临时主场。
里耶卡主办了2008年欧洲短道游泳锦标赛，在该届赛事中创造了10项世界纪录。

## 名人

### 科学界
- 约瑟夫·卡尔，奥匈帝国大公，罗姆语文字学家和罗姆民族志学家，匈牙利科学院院士。
- 罗伯特·巴尔蒂尼（英语：Robert Bartini），苏联飞机设计师和科学家。
- 奇克森特米哈伊·米哈伊，克莱蒙研究大学匈牙利裔心理学教授，被称为心流理论概念的设计师。
- 阿劳达尔·菲斯特，匈牙利先锋教育家，历史学家，用匈牙利语、德语和意大利语写作。
- 安东尼奥·格罗西奇（英语：Antonio Grossich），阜姆意大利裔医生，外科教授，碘酊发明者。
- 吉奥瓦尼·科布勒，阜姆历史学家，其著作被认为是里耶卡史学的重要里程碑。
- 吉奥瓦尼·卢皮斯（英语：Giovanni Luppis），奥匈帝国海军阜姆军官，第一枚鱼雷的主发明人。

### 文艺界
- 奥蕾塔·阜姆（英语：Oretta Fiume），20世纪30年代和40年代的意大利电影明星，在费里尼的《甜蜜的生活》中扮演最后一个角色。
- 扬科·波利奇·卡莫夫（英语：Janko Polić Kamov），来自苏萨克的克罗地亚作家和诗人
- 玛利亚·克鲁奇菲茨克萨·科祖利奇（英语：Marija Krucifiksa Kozulić），天主教修女，耶稣圣心修女会创始人
- 奥斯瓦尔多·拉莫斯（英语：Osvaldo Ramous），阜姆诗人和作家，标志着该镇20世纪的文学和文化生活
- 罗莫洛·维努奇（英语：Romolo Venucci），阜姆意大利立体主义画家和雕塑家
- 厄登·冯·霍尔瓦特（英语：Ödön von Horváth），奥匈帝国剧作家，戏剧《维也纳森林庄园史（英语：Tales from the Vienna Woods (play)）》的作者，1931年克莱斯特奖（英语：Kleist Prize）得主。

### 政界
- 里卡多·扎内拉，阜姆自由邦唯一一任总统。
- 马里奥·布拉西奇（英语：Mario Blasich），阜姆政治家和医生，1945年阜姆自治派清洗的受害者。
- 科琳达·格拉巴尔-基塔罗维奇，2015年至2020年克罗地亚第四任也是第一任女总统。
- 卡达尔·亚诺什，匈牙利社会主义工人党中央委员会主席，担任匈牙利领导人超过30年。
- 列奥·瓦利亚尼（英语：Leo Valiani），阜姆裔意大利历史学家、政治家和记者，意大利法西斯政权时期的著名异见人士。
- 瓦萨尔赫利·米克洛什（英语：Miklós Vásárhelyi），匈牙利异见人士和作家，因数十年与以卡达尔·亚诺什为首的匈牙利共产党的斗争而闻名。
- 乔万尼·欧斯特-文图里（英语：Giovanni Host-Venturi），阜姆裔意大利法西斯领袖、政治家和历史学家。
- 亚历山大·冯·霍约斯，匈牙利阜姆外交官，1914年第一次世界大战爆发时担任外交部长内阁秘书长，在七月危机中发挥了重要作用。
- 塞博·武科维奇（英语：Sebő Vukovics）（Sava Vuković），1848年匈牙利革命期间的匈牙利司法部长。

### 经济界
- 安德雷亚·吕德维特·阿达米奇（英语：Andrija Ljudevit Adamić），来自阜姆的贵族商人，建筑商，也是该市经济和文化发展最杰出的支持者之一。
- 路易吉·奥索伊纳克（英语：Luigi Ossoinack），连续创业者和商人，是19世纪下半叶阜姆经济繁荣的主要推动者之一。
- 罗伯特·怀特海德（英语：Robert Whitehead），英国连续创业者，因与乔万尼·卢皮斯在阜姆合作开发出第一种有效的自行式海军鱼雷而闻名。

### 体育界
- 米尔扎·忠巴，克罗地亚手球运动员，世界冠军和奥运冠军。
- 埃齐奥·洛伊克（英语：Ezio Loik），意大利足球运动员，20世纪40年代连续5次夺得意甲冠军的大都灵队和意大利国家队成员。
- 阿布东·帕米克，阜姆裔意大利竞走运动员，1964年东京夏季奥运会金牌得主。
- 乌尔德里科·塞尔戈，意大利职业拳击手，1936年柏林夏季奥运会金牌得主
- 奥兰多·西罗拉，阜姆裔意大利网球运动员
- 卢西亚诺·苏沙尼（英语：Luciano Sušanj），阜姆克罗地亚政治家，欧洲体育冠军
- 马里奥·瓦尔连（英语：Mario Varglien），意大利足球运动员，尤文图斯出场次数创纪录球员，1934年世界杯冠军。
- 斯特法诺·武科夫（英语：Stefano Vukov），因执教2022年温网冠军叶连娜·莱巴金娜而闻名的网球教练
- 弗拉迪米尔·武亚辛诺维奇，塞尔维亚水球运动员，世界和欧洲冠军，奥运会银牌和铜牌得主。

### 音乐界
- 迪诺·恰尼（英语：Dino Ciani），阜姆-意大利钢琴家
- 达米尔·乌尔班（英语：Damir Urban），克罗地亚音乐家、歌手兼词曲作者，Laufer乐队（英语：Laufer (band)）前成员
- 伊万·扎伊茨，阜姆-克罗地亚作曲家、指挥家、导演和教师

### 其他人士
- 阿加特·怀特黑德（英语：Agathe Whitehead），阜姆出生的英国女贵族和特拉普歌手家族（英语：Trapp Family）之母。

## 友好城市
里耶卡与下列城市结为友好城市：
| - 卢布尔雅那, 斯洛文尼亚 - 采蒂涅，黑山 - 比托拉，北马其顿 - 切佩尔，匈牙利 - 布尔加斯，保加利亚 - 诺维萨德，塞尔维亚 | - 法恩扎，意大利 - 埃斯泰，意大利 - 热那亚，意大利 - 伊莫拉，意大利 - 的里雅斯特，意大利 - 罗马，意大利 | - 罗斯托克，德国 - 诺伊斯，德国 - 汉堡，德国 - 卡尔斯鲁厄，德国 | - 川崎市，日本 - 雅尔塔，乌克兰 - 青岛，中国 - 大连，中国 - 宁波，中国 |

## 大众文化
- 漫威漫画中的反派角色紫人出生于里耶卡。
- 2021年美国动作电影《杀手妻子的保镖》部分场景在里耶卡拍摄。
- 克罗地亚电视剧《Novine（英语：Novine）》以里耶卡为背景。